# Hybozelodes lucidus
Hybozelodes lucidus là một loài ruồi trong họ Asilidae. Hybozelodes lucidus được Hermann miêu tả năm 1912. Loài này phân bố ở vùng Tân nhiệt đới.